# La Paix des dupes
 (août 2025).
La Paix des dupes (Hitler's Peace) est un roman policier historique de Philip Kerr paru en 2005 en langue anglaise et traduit en français au Masque en 2007. Bien que l'action se situe pendant la Seconde Guerre mondiale, lors de la conférence de Téhéran, ce roman ne fait pas partie de la série consacrée à Bernie Gunther.

## Résumé
Situé à l'automne 1943 et sous-titré en français Un roman dans la Deuxième Guerre mondiale, ce livre fait suite chronologiquement à deux volumes de la série Bernie Gunther : Les Ombres de Katyn et La Dame de Zagreb. Il porte sur la conférence du Caire qui s'est tenue en novembre 1943 et sur celle de Téhéran, en novembre-décembre 1943, qui a rassemblé Roosevelt, Staline et Churchill.
Willard Mayer, 35 ans, est un professeur de philosophie américain d'origine juive qui a autrefois appartenu au cercle de Vienne mais aussi espionné Goebbels pour le compte du NKVD. Ayant renié son passé communiste, il travaille désormais pour l'OSS, ce qui lui donne l'occasion de rencontrer Roosevelt.
Depuis la bataille de Stalingrad, l'Allemagne nazie n'a d'autre issue que la capitulation sans condition exigée par les Alliés lors de la conférence de Casablanca. En 1943, Hitler dispose cependant de plusieurs atouts pour négocier : d'une part les 3 millions de Juifs encore présents en Europe occupée lui tiennent lieu d'otages, d'autre part un million de soldats russes trouveront la mort si le conflit se poursuit. Mais le Troisième Reich entend également dissocier l'Union soviétique de ses alliés en démontrant la barbarie du régime stalinien, coupable du massacre de Katyn et de crimes multiples contre les prisonniers de guerre allemands, entre autres au camp de Beketovka.
De discrets pourparlers de paix séparée sont menés à Berlin, Stockholm et Ankara. Ils sont dus à des initiatives de Himmler, Ribbentrop, Canaris ou Franz von Papen, qui agissent parfois de concert mais le plus souvent à l'insu les uns des autres, tant est profonde l'inimitié entre le SD et l'Abwehr. Pendant que Schellenberg intrigue auprès de Hitler et de Bormann à la Wolfsschanze de Rastenburg, le « Grand Jeu » de l'espionnage et de la Realpolitik s'organise à Londres. C'est dans la capitale britannique que Willard Mayer retrouve son vieil ami Kim Philby et côtoie Anthony Blunt ainsi que Victor Rothschild, non sans flirter avec la romancière Rosamond Lehmann.
Mayer accompagne Roosevelt sur le cuirassé USS Iowa qui le conduit à la conférence de Téhéran, où il devra assister Harry Hopkins. Mais voilà qu'un meurtre a lieu à bord. Mayer soupçonne aussitôt la présence d'un espion allemand, hypothèse confirmée peu après par d'autres assassinats à Washington et au Caire.
La cryptanalyse de documents secrets révèle qu'un agent, sous le nom de code « Brutus », a pour mission d'assassiner les « trois grands » qui vont se réunir à Téhéran pour discuter de l'ouverture d'un second front militaire en Europe. En tout cas, l'un d'entre eux semble visé. Les messages codés le désignent par le sobriquet de « Wotan ». Toute la difficulté est de savoir si « Brutus » a partie liée avec un groupe de desperados ukrainiens arrivés clandestinement en Iran, à moins que « Wotan » lui-même ne soit la clé des événements.
Accusé d'avoir tué l'une de ses maîtresses, emprisonné au Caire puis innocenté à Téhéran, Mayer se débat au centre d'un dispositif de complots et de trahisons où les Alliés rivalisent de cynisme avec leur ennemi commun.

## Galerie

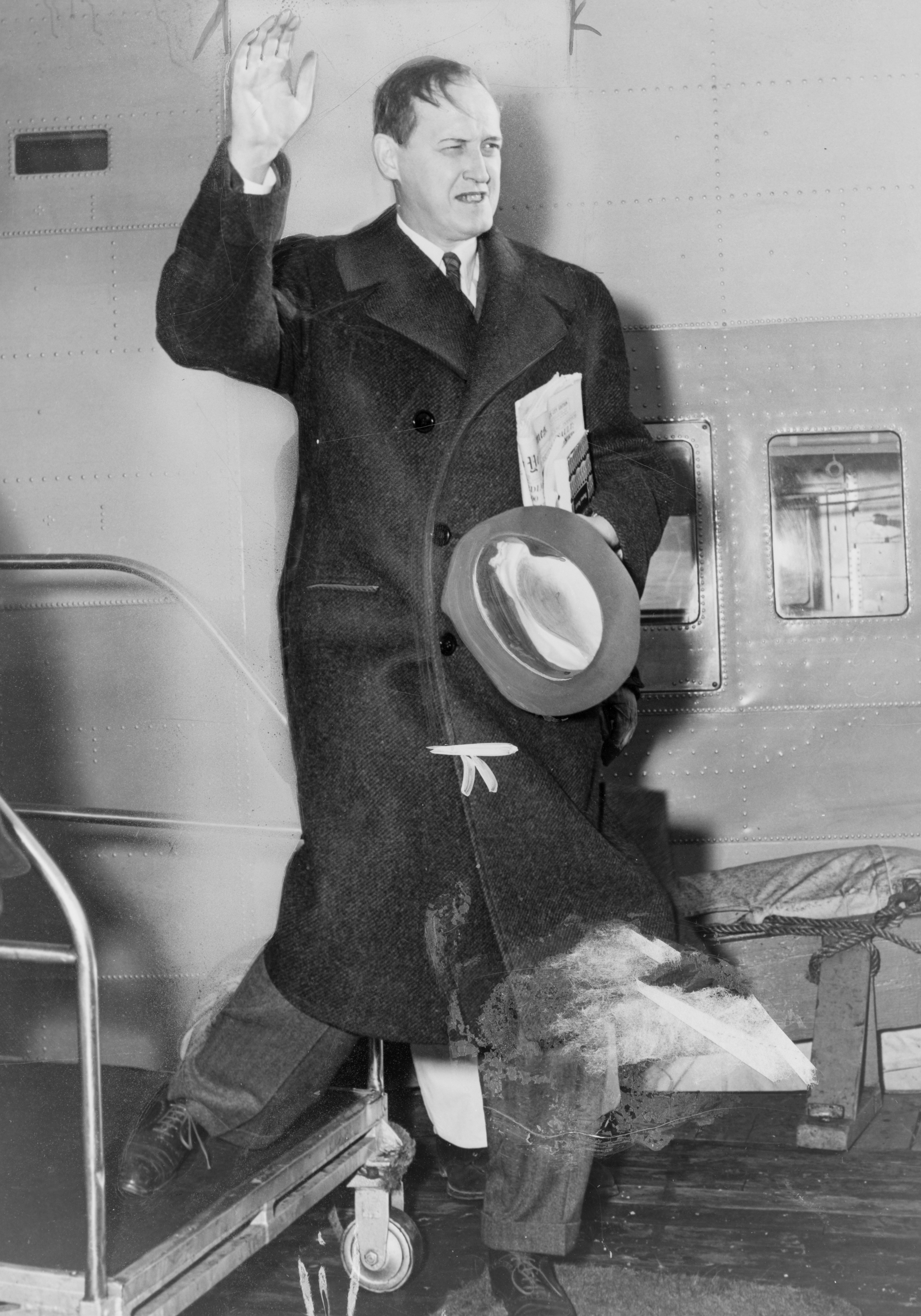
Harry Hopkins, conseiller de Roosevelt
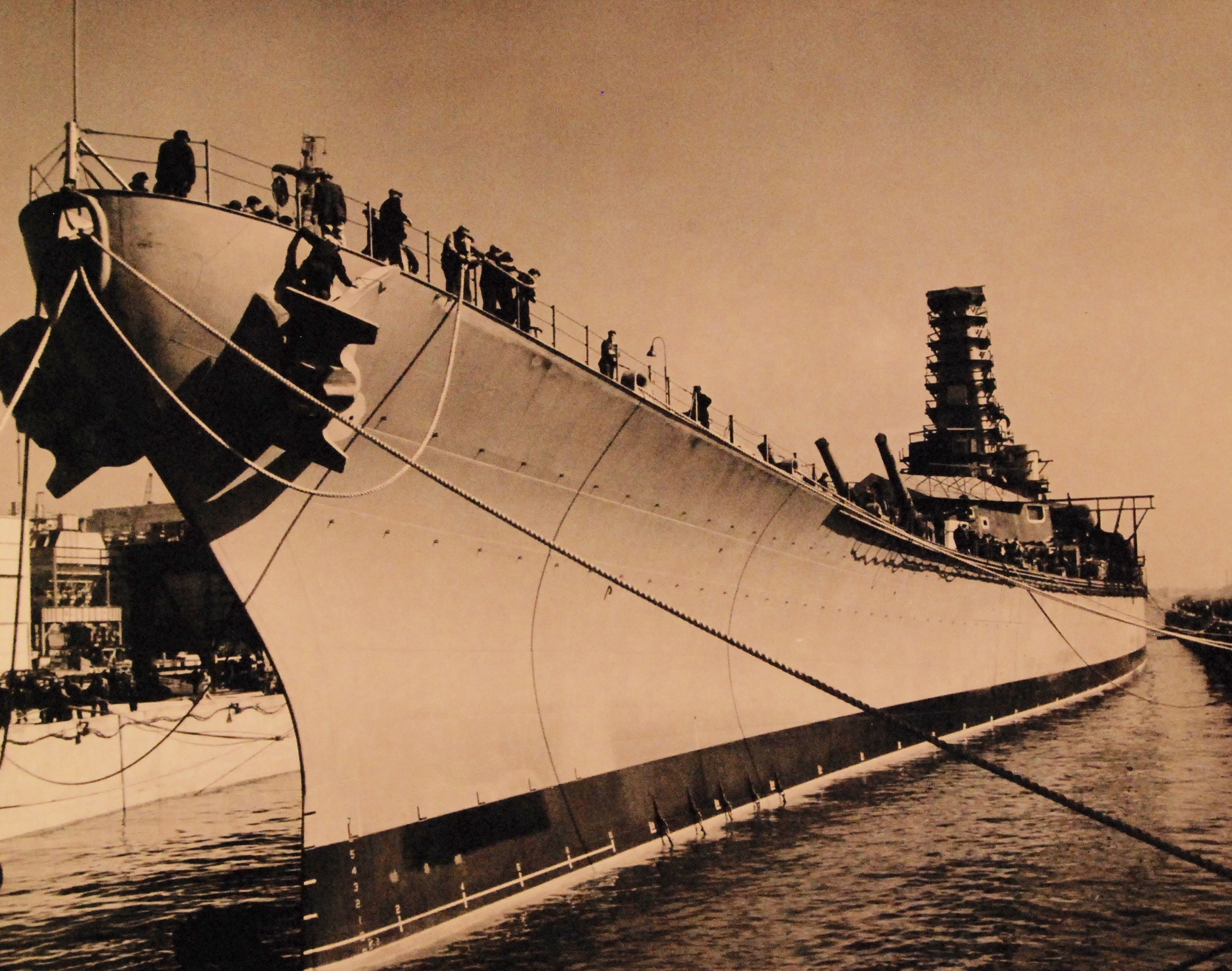
Le cuirassé Iowa, octobre 1942
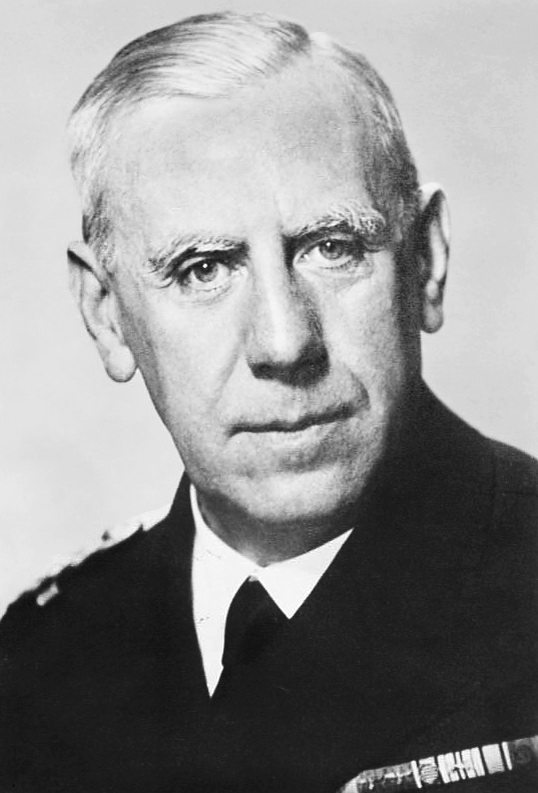
L'amiral Wilhelm Canaris
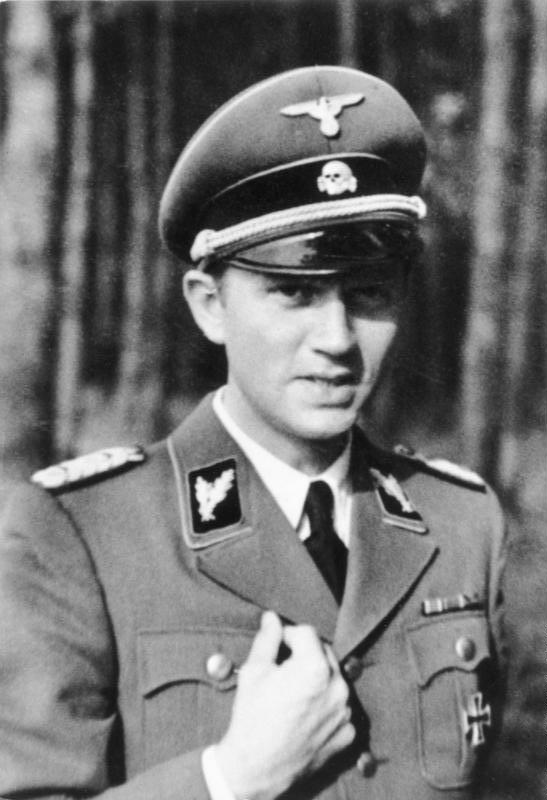
Walter Schellenberg en uniforme de SS-Oberführer, 1943
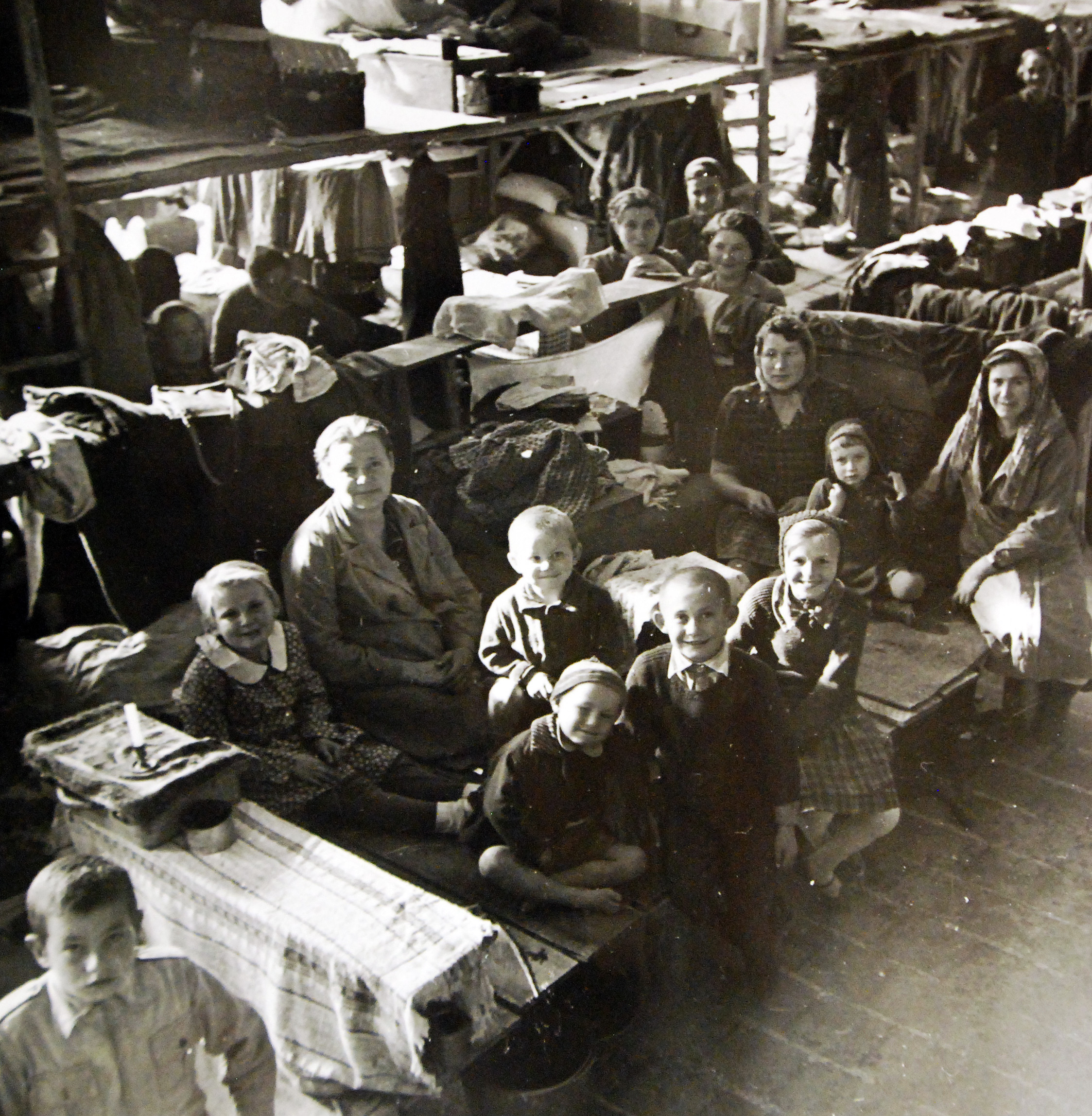
Réfugiés polonais à Téhéran, 1943
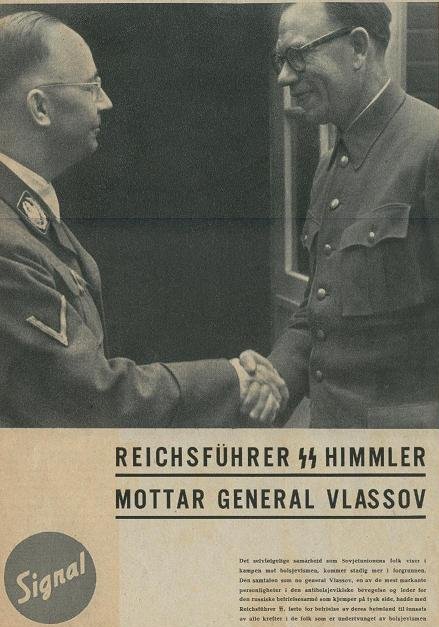
Le général russe Andreï Vlassov et Heinrich Himmler, 1943